# Ahmad Reza Abedzadeh
Ahmad Reza Abedzadeh (persan : احمدرضا عابدزاده) (né le 25 mai 1966 à Abadan en Iran) est un joueur de football international iranien, qui évoluait au poste de gardien de but.
Son fils, Amir, est également footballeur.

## Biographie

### Carrière en sélection
Avec l'équipe d'Iran, il joue 74 matchs (pour aucun but inscrit) entre 1987 et 1998. 
Il figure dans le groupe des sélectionnés lors de la coupe du monde de 1998. Lors du mondial, il joue deux matchs : contre les États-Unis et l'Allemagne.
Il participe également aux coupes d'Asie des nations de 1992 et de 1996.

## Palmarès
- Champion d'Iran en 1996, 1997, 1999 et 2000 avec le Persépolis Téhéran
- Vainqueur de la Coupe d'Iran en 1999 avec le Persépolis Téhéran